# Wheels in Nature
Wheels in Nature was een vierdaags inline-skate-evenement dat van 2000 t/m 2009 in het Hemelvaartweekeinde werd gehouden in het Gelderse plaatsje Harfsen.
Er werden twee verschillende rondes per dag afgezet, opdat de skaters verschillende afstanden konden afleggen. Zo kon men 15, 35 kilometer afleggen. Men kon ook verschillende rondjes combineren, om tot een bepaalde afstand te houden. Aan de hand van stempels wist men hoeveel kilometer men had afgelegd.
In 2000 heeft SBS6 aandacht geschonken aan dit evenement. In 2001 kwam het evenement wederom in het nieuws, ditmaal omdat er een skater was overleden na een hartaanval, tijdens een zeer warme dag.